# Stortjärnen (Älvsby socken, Norrbotten, 730924-170587)
Stortjärnen är en sjö i Älvsbyns kommun i Norrbotten och ingår i Piteälvens huvudavrinningsområde. Sjön har en area på 0,235 kvadratkilometer och ligger 199,8 meter över havet. Sjön avvattnas av vattendraget Bölsmanån.

## Delavrinningsområde
Stortjärnen ingår i det delavrinningsområde (730865-170578) som SMHI kallar för Utloppet av Stortjärnen. Medelhöjden är 204 meter över havet och ytan är 0,55 kvadratkilometer. Räknas de 4 avrinningsområdena uppströms in blir den ackumulerade arean 32,24 kvadratkilometer. Bölsmanån som avvattnar avrinningsområdet har biflödesordning 2, vilket innebär att vattnet flödar genom totalt 2 vattendrag innan det når havet efter 92 kilometer. Avrinningsområdet består mestadels av skog (40 procent). Avrinningsområdet har 0,24 kvadratkilometer vattenytor vilket ger det en sjöprocent på 42,6 procent.